# Looney Tunes B-Ball
Looney Tunes B-Ball es un videojuego de baloncesto lanzado exclusivamente para SNES en 1995. Fue desarrollado por Sculptured Software y publicado por Sunsoft.

## Personajes
- Bugs Bunny
- Daffy Duck
- Tasmanian Devil
- Elmer Fudd
- Marvin the Martian
- Sylvester
- Wile E. Coyote
- Yosemite Sam